# Station Shanghai

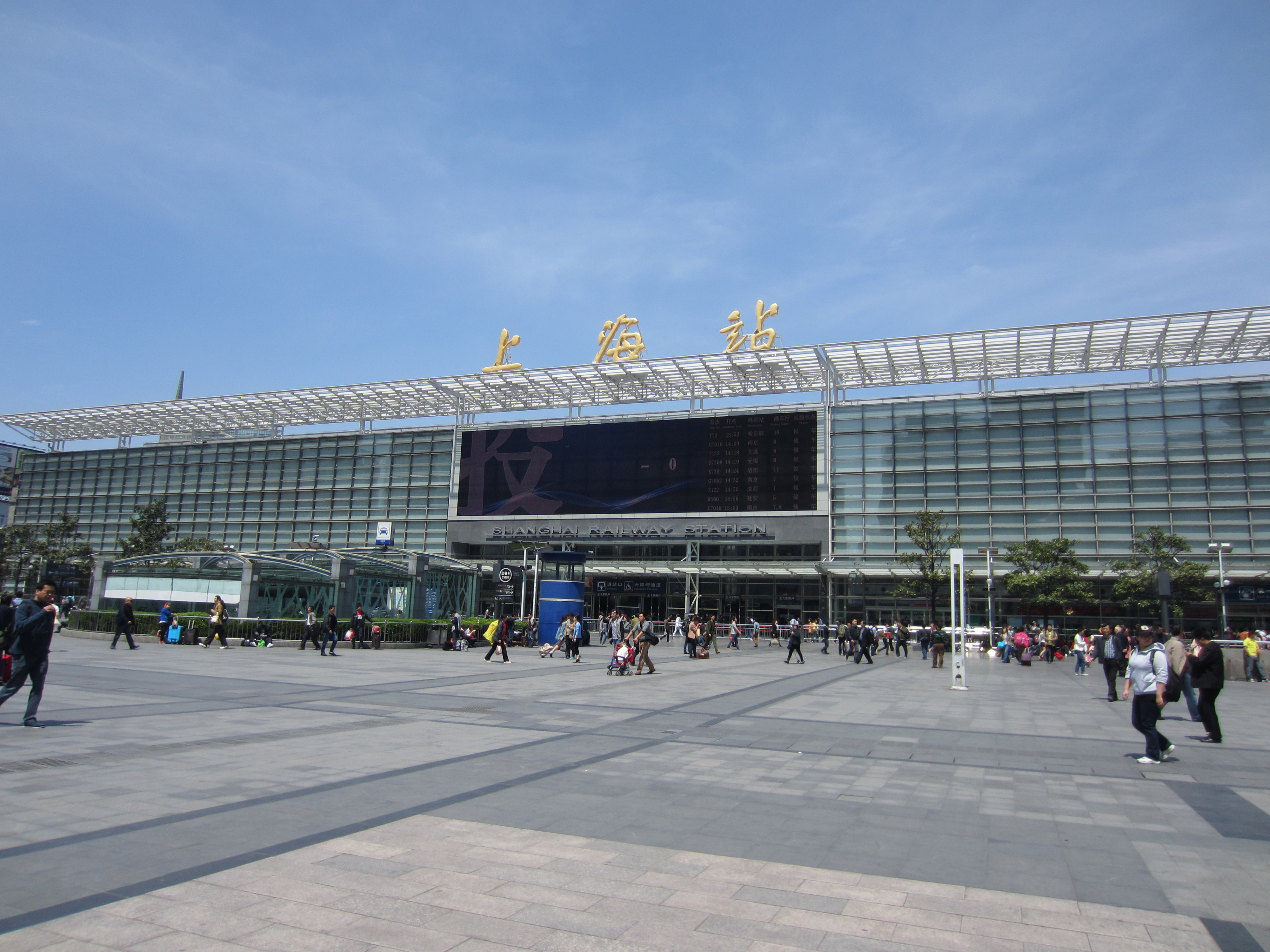
Station Shanghai

Station Shanghai (上海火车站) is het centrale spoorwegstation van de Chinese stad Shanghai. Het is gelegen in Puxi, meer bepaald in het district Jing'an. Het is sinds 1987 het hoofdstation van de metropool, evenwel met steeds meer spreiding van de belasting over meerdere grote spoorwegstations. Het is van de grote treinstations van Shanghai wel datgene dat centraal in de stad is gelegen. Daarnaast is het ook een knooppuntstation van de metro van Shanghai.
Het station van Shanghai is het eindpunt van de belangrijkste spoorlijn Peking-Shanghai, evenals de terminus van de lijnen naar Kunming, Nanjing en Hongkong. Er zijn twee Z (non-stop, deluxe) treinen naar Taiyuan en Xi'an elke dag. De meeste conventionele langeafstandstreinen (niet de hogesnelheidstreinen) naar de provincies Jiangsu, Anhui en het noorden (dwz bestemmingen ten noorden van de Yangtze) vertrekken vanaf het treinstation van Shanghai. Het biedt ook dagelijks meer dan 50 hogesnelheidstreinen (van CRH naar die gebieden. De belangrijkste hogesnelheidstreinen, waaronder deze naar Peking, vertrekken wel meer en meer van het station Shanghai Hongqiao.
Het station Shanghai biedt:
- T-treinen (speciale sneltreinen die alleen op de hoofdstations stoppen) naar Dalian, Peking, Ürümqi, Nanjing, Yangzhou, Hangzhou, Xian, Lanzhou, Jinan, Tongling, Tianjin, Taizhou en Ningbo op het vasteland van China, evenals over de grens naar Kowloon in Hongkong.
- K-treinen (snel) naar Anyang, Guiyang, Changsha, Guangzhou, Kunming, Wuhan, Yinchuan, Xining, Nanchang, Zhanjiang, Fuzhou, Xiamen, Yichang, Chongqing, Fuyang, Shenyang, Shijiazhuang, Baotou, Qingdao, Tianjin, Taiyuan, Harbin en Jilin.

## Metrostation
Het Station Shanghai is daarnaast een belangrijk knooppuntstation van de metro van Shanghai. Het station is onderdeel van lijn 1, de Parellijn (3) en de Ringlijn (4).
De overstap tussen lijn 1 en lijn 3/4 is behoorlijk lang, doordat de stations van de verschillende lijnen elk aan een andere kant van het treinstation liggen. De stations zijn met elkaar verbonden door een lange tunnel die tevens een aftakking naar het treinstation kent. De loopafstand is tussen de 10 en 15 minuten afhankelijk van het tempo van de reiziger.
Fujin Road · West Youyi Road · Bao'an Highway · Gongfu Xincun · Hulan Road · Tonghe Xincun · Gongkang Road · Pengpu Xincun · Wenshui Road · Shanghai Circus World · Yanchang Road · North Zhongshan Road · Station Shanghai · Hanzhong Road · Xinzha Road · People's Square · South Huangpi Road · South Shaanxi Road · Changshu Road · Hengshan Road · Xujiahui · Shanghai Indoor Stadium · Caobao Road · Station Shanghai-Zuid · Jinjiang Park · Lianhua Road · Waihuan Road · Xinzhuang

Lijnen van de metro van Shanghai: 1 · 2 · 3 · 4 · 5 · 6 · 7 · 8 · 9 · 10 · 11 · 12 · 13 · 14 · 15 · 16 · 17 · 18 · Pujiang Line
North Jiangyang Road · Tieli Road · Youyi Road · Baoyang Road · Shuichan Road · Songbin Road · Zhanghuabang · Songfa Road · South Changjiang Road · West Yingao Road · Jiangwan Town · Dabaishu · Chifeng Road · Hongkou Football Stadium · Dongbaoxing Road · Baoshan Road · Station Shanghai · Zhongtan Road · Zhenping Road · Caoyang Road · Jinshajiang Road · Zhongshan Park · West Yan'an Road · Hongqiao Road · Yishan Road · Caoxi Road · Longcao Road · Shilong Road · Station Shanghai-Zuid

Lijnen van de metro van Shanghai: 1 · 2 · 3 · 4 · 5 · 6 · 7 · 8 · 9 · 10 · 11 · 12 · 13 · 14 · 15 · 16 · 17 · 18 · Pujiang Line
← Yishan Road · Shanghai Indoor Stadium · Shanghai Stadium · Dong'an Road · Damuqiao Road · Luban Road · South Xizang Road · Nanpu Bridge · Tangqiao · Lancun Road · Pudian Road · Century Avenue · Pudong Avenue · Yangshupu Road · Dalian Road · Linping Road · Hailun Road · Baoshan Road · Station Shanghai · Zhongtan Road · Zhenping Road · Caoyang Road · Jinshajiang Road · Zhongshan Park · West Yan'an Road · Hongqiao Road → 

Lijnen van de metro van Shanghai: 1 · 2 · 3 · 4 · 5 · 6 · 7 · 8 · 9 · 10 · 11 · 12 · 13 · 14 · 15 · 16 · 17 · 18 · Pujiang Line